# Elli Medeiros
Elli Medeiros (Montevideo, 18 de gener de 1956) és una cantant i actriu francouruguaiana.

## Biografia
Nascuda a Montevideo, Uruguai, Medeiros es va traslladar a París quan tenia 14 anys. Anys més tard va deixar l'institut i va decidir formar part del grup musical Stinky Toys.
Un cop es va dissoldre el grup, Medeiros va formar el seu propi grup de synthpop al costat del seu company Jacno (1957-2009). Tots dos van editar un parell d'àlbums musicals, un dels quals va ser banda sonora de la pel·lícula d'Éric Rohmer, Les Nuits de la pleine lune.
El 1986 va començar la seva etapa de cantant solista. Les cançons Toi Mon Toit i A Bailar Calypso van ser èxits a França. També va cantar al costat d'Étienne Daho i va ajudar-lo a compondre una de les seves cançons, "Me manquer".
Medeiros apareix en una sèrie de pel·lícules franceses i ha treballat, entre d'altres, amb Olivier Assayas i Philippe Garrel.

## Filmografia
- 1978: Copyright: Anne.
- 1980: Rectangle – Deux chansons de Jacno (vídeo musical): Elli.
- 1982: Tokyo no yami (Laissé inachevé à Tokyo).
- 1982: L'Enfant secret: La puta.
- 1991: Petits travaux tranquilles: Paule.
- 1991: Paris s'éveille.
- 1997: Tempête dans un verre d'eau.
- 1998: Il suffirait d'un pont.
- 1998: Fin août, début septembre.
- 1999: Derrière la porte.
- 1999: Pourquoi pas moi ?: Malou.
- 1999: Vénus beauté (institut): Mlle Evelyne.
- 2000: Mamirolle: Irène.
- 2000: Paris, mon petit corps est bien las de ce grand monde: La dona.
- 2000: Jet Set: Danièle Joubert.
- 2002: Lulu: Lulu.
- 2002: House Hunting: La dona.
- 2003: Rosa la nuit.
- 2005: Panorama: La mare.
- 2007: Après lui: Pauline.
- 2008: Leonera: Sofia.

## Discografia
- 1986: Toi mon Toit
- 1987: A bailar Calypso
- 1987: Bom Bom
- 1989: Vanille
- 2006: Em